# Orikum
Orikum là một đô thị trong quận Vlorë thuộc hạt Vlorë, Albania. Dân số năm 2005 là 6358 người.